# Йорктаун (Индиана)
Йорктаун (англ. Yorktown) — город в тауншипе Маунт-Плезант округе Делавэр в штате Индиана в Соединённых Штатах Америки.
Согласно данным переписи населения США 2020 года число жителей города 
составляло 11 548 человек, что, для такого небольшого населённого пункта, существенно больше, чем было во время предыдущей переписи проводившейся в 2010 году (9 405 человек).

## История
В Вудлендский период коренные американцы построили земляное сооружение к востоку от нынешнего Йорктауна, которое всё еще видно на Google Earth по координатам 40,1805°N 85,4694°W. Йорктаун находится на слиянии Уайт-Ривер и Бак-Крик. Согласно местной легенде, индейцы майами считали, что особая конфигурация местного рельефа делает это место неуязвимым для торнадо.
Йорктаун был заложен в 1837 году Оливером Хэмптоном Смитом (1794—1859), который представлял Индиану в Сенате США с 1837 по 1843 год и был членом Комитета по общественным землям. Позднее Смит занялся железнодорожным бизнесом, и в начале 1850-х годов Йорктаун был соединён с Индианаполисом железной дорогой, после чего поселение стало быстро развиваться. Ныне главная улица Йорктауна носит имя Смита.
Во время газового бума в Индиане Йорктаун также получил свою выгоду, а рядом с ним были основаны новые города Гастон и Гас-Сити.
В середине двадцатого века многие горожане нашли работу на автомобильных заводах в соседних населённых пунктах Манси и Андерсоне, большинство из которых были связаны с General Motors. Следуя общемировым тенденциям вывоза производств в страны с более дешёвой рабочей силой, завод General Motors в Манси закрылся в 2003 году, а BorgWarner остановило предприятие в Йорктауне в 2009 году.
С 1952 по 1991 год в Йорктауне находилась корпоративная штаб-квартира сети Marsh Supermarkets, которая затем переехала в Индианаполис и к 2017 году компания обанкротилась.

## География
Согласно данным Бюро переписи населения США, общая площадь Йорктауна составляет 8,863 квадратных миль (22,96 км2), из которых 8,78 квадратных миль (22,74 км2 или 99,06%) — это суша и 0,083 квадратных миль (0,21 км2 или 0,94%) — водная поверхность.